# 神岡区

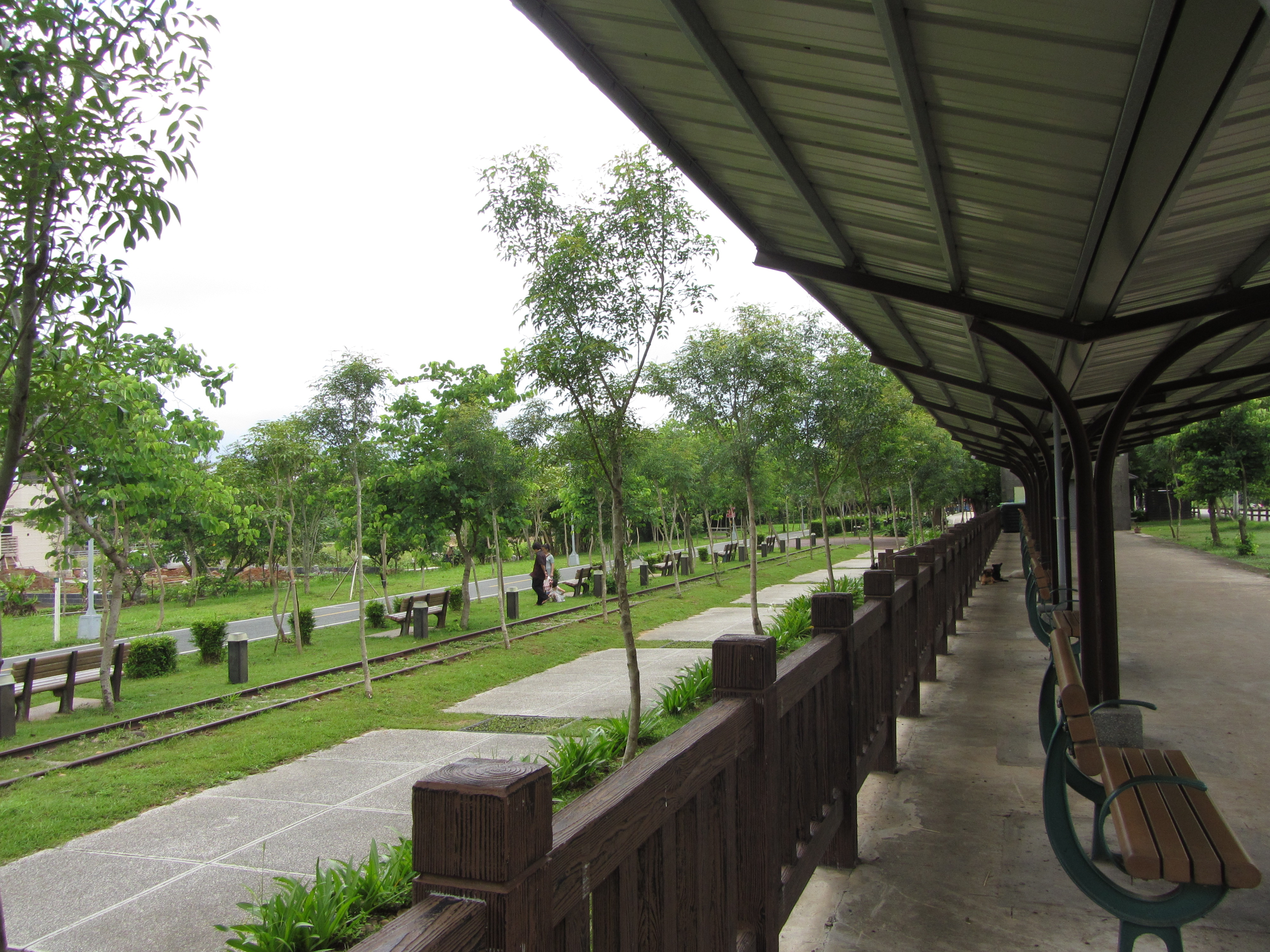
旧神岡駅のホームと旧神岡線の廃線跡

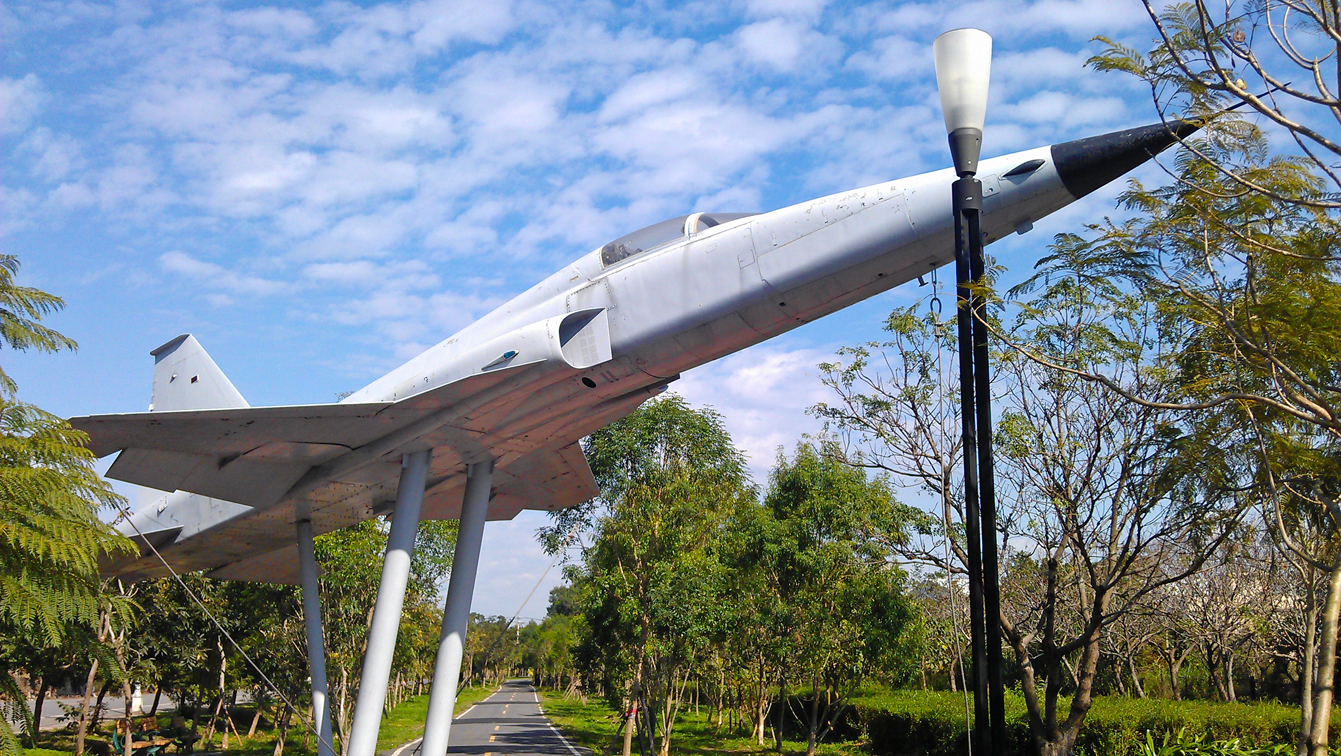
潭雅神自転車道（旧神岡線廃線跡）とF-5E戦闘機

神岡区（シェンガン/しんこう/かみおか-く）は、台中市の市轄区。

## 地理
神岡区は台中盆地の北端に位置し、大肚山台地の東辺、大甲渓の南岸、台中市の北西端に位置する。東は豊原区と、西は清水区と、南は大雅区及び潭子区と、北は大甲渓を隔てて后里区と接している。東西約9.01km、南北約7.61km。
大肚山台地上に位置するため地勢はやや高く、最高海抜は207.2m、最低海抜は110mとなっており、東西に比べ中央部が窪んでいる地形である。地質は台中盆地北端の大甲渓の沖積扇となっており第四紀沖積層により構成されている。台地の沖積層以外は大部分は砂礫と粘土の混合地層となっている。
気候は亜熱帯気候に属し、温度は年間を通して差が少ない。年間平均気温は22.3℃、年間降水量は1,800mm～2,000mmである。4月から6月にかけてが雨季となっており、8月から9月にかけては台風の影響を受けることが多い。

## 歴史
漢人による神岡区開発は主に広東出身者によって開発されたことから、「新闢された広大平原」の意味で旧称を「新広荘」と称した。その後「新広」と「神岡」の発音が類似していることから、後に入植した福建系住民の間で混同され、後に「神岡」の地名が用いられたと考えられている。
鄭氏政権時代、神岡は天興州に属し、その後清による統治が開始されると、1684年、1府3県を設置し、諸羅県に帰属した。1723年に諸羅県が分割され彰化県が設置されると、彰化県の管轄下に置かれ、猫霧東梀東堡岸裡社と改称され、俗称を「阿河巴荘」と言った。雍正末年になると、広東籍の張達京、張承祖などが台湾に移住し、この地で大規模な開発を行った。この時形成されたのは、社口（万興庄）、北庄、浮圳（紅圳頭）などが開発された。道光22年になると神岡に初めて「荘」が設置され、泉州人が多数入植し集落を形成した。1887年に福建台湾省が設置されると、台中地域には台湾県が設置され、神岡も台湾県に属した。
日本による統治が始まると、神岡地区は「神岡」、「社口」、「三角仔」の3区に分割されたが、1920年の地方制度実施に伴って台中州豊原郡神岡庄となった。
台湾の中華民国への編入後に台中県神岡郷と改称され、2010年12月25日の台中県市合併・直轄市昇格に伴って神岡区となり、現在に至る。

## 行政区
| 里 |
| --- |
| 神岡里、北庄里、庄前里、庄後里、圳前里、山皮里、圳堵里、新庄里、社口里、大社里、岸裡里、三角里、社南里、渓洲里、神洲里、豊洲里 |

## 教育

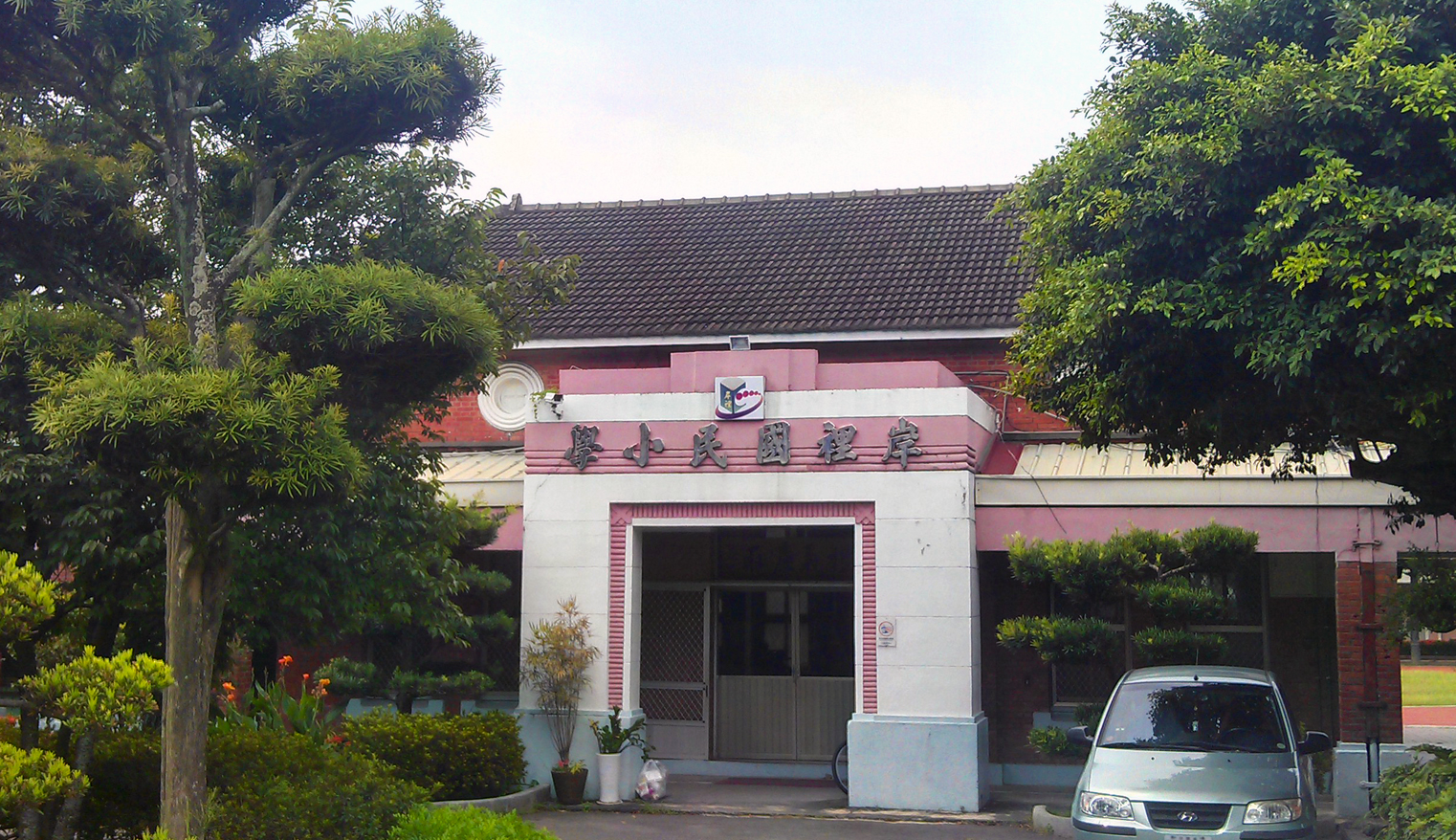
台中市神岡区岸裡国民小学

### 高級中学
- 台中市立神岡高級工業中学

### 国民中学
- 台中市立神岡国民中学
- 台中市立神圳国民中学

### 国民小学
- 台中市神岡区神岡国民小学
- 台中市神岡区豊洲国民小学
- 台中市神岡区社口国民小学
- 台中市神岡区岸裡国民小学
- 台中市神岡区圳堵国民小学

## 交通
| 種別     | 路線名称           | その他         |
| -------- | ------------------ | -------------- |
| 高速道路 | 高速道路1号 (台湾) | 豊原IC 台中JCT |
| 国道     | 国4号 台中環状線   | 神岡IC 台中JCT |
| 省道     | 台10線             |                |

## 観光

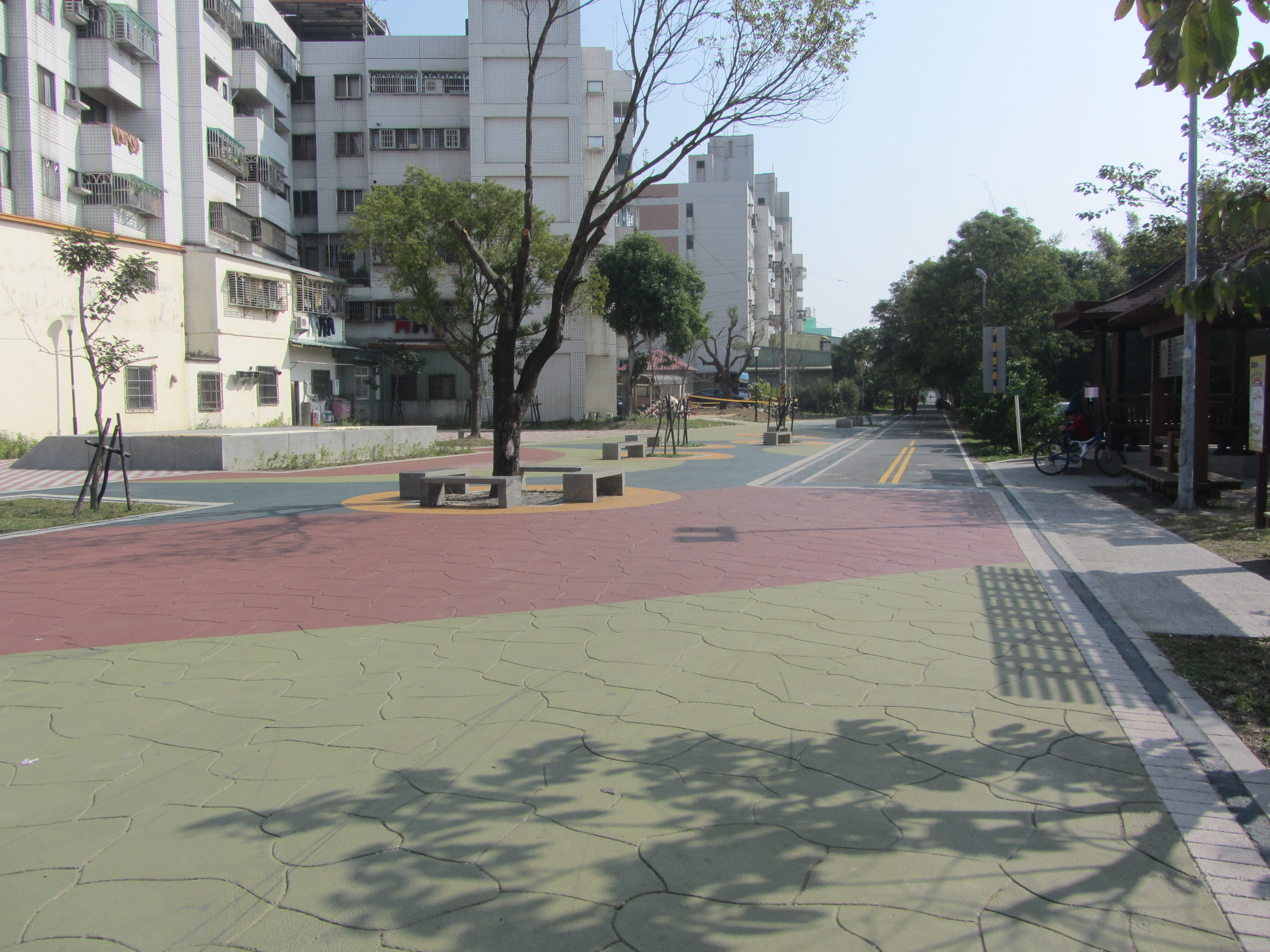
旧社口信号場遺跡公園と潭雅神自転車道

- 篠雲山荘（中国語版）
- 紅圳頭義民祠（中国語版）
- 岸裡社古碑亭
- 社口林宅（中国語版）
- 潭雅神自転車道（中国語版）
- 豊洲大明宮
- 朝清宮天師廟
- 圳堵張氏宗祠
- 神岡先民霊塔
- 社口警察官吏派出所（中国語版）
- 台湾気球博物館（中国語版）